# Greifswald w świetle księżyca
Greifswald w świetle księżyca (niem. Greifswald im Mondschein) – obraz namalowany w latach 1816–1817 przez niemieckiego malarza romantycznego, Caspara Davida Friedricha.

## Opis
Pejzaż przedstawia Greifswald, rodzinne miasto artysty ze strzelistymi wieżami, znikającymi we mgle. Przedstawione w centralnej części obrazu rozwieszone sieci rybackie tworzą poziomą barierę, oddzielającą pierwszy plan od drugiego.